# Go Vacation
Go Vacation ist eine Sammlung an 50 sportlichen Aktivitäten und Partyspielen für Nintendos Spielkonsole Wii. Das Spiel wurde am 4. November 2011 in Europa veröffentlicht. Am 27. Juli 2018 erschien das Spiel für die Nintendo Switch. Das Spiel unterstützt die Mii-Funktion, wodurch Spieler Go Vacation mit ihren eigenen Mii-Avataren spielen können. Alternativ kann der Spieler einen aus 284 Avataren auswählen. Es kann mit bis zu vier Leuten gespielt werden.

## Inhalt
Im Hauptmenü des Spiels kann der Spieler 5 folgende Optionen auswählen:

### Resorts
Der Spieler kann fünf verschiedene Resorts besuchen, wobei er pro Resort aus zwei verschiedenen Tageszeiten wählen kann. Zu den Resorts gehören:
- Seeresort
- Stadtresort
- Schneeresort
- Bergresort
- Villengelände

Während bei den ersten vier Resorts durch das Absolvieren von Aktivitäten Stempel für den Kawawii-Stempel-Sprint gesammelt werden können, kann der Spieler nach Abschluss des Stempel-Sprints seine eigene Villa auf dem Villengelände einrichten. Hierfür kann er durch das Finden von Schatztruhen, welche in den anderen vier Resorts versteckt sind, weitere Einrichtungsstile freischalten. Das Freischalten weiterer Möbel kann ebenso durch das Spielen von Aktivitäten in verschiedenen Levels oder mittels der Durchführung von bestimmten Ereignissen sowie der Entdeckung geheimer Orte erzielt werden.

### Aktivitäten
Dem Spieler steht eine Auswahl an Aktivitäten zur Verfügung, die er auch im Resortmodus spielen kann. Durch bestimmte Filter kann die Aktivitätenauswahl eingegrenzt werden. Einige Aktivitäten stehen jedoch nur im Resort-Modus zur Verfügung. Für das Absolvieren der Aktivitäten in verschiedenen Schwierigkeitsgraden kann der Spieler Silberschlüssel erhalten, mit denen er weiteres Mobiliar für seine Villa freischalten kann.
Es sind folgende Aktivitäten in Go Vacation verfügbar, welche hier nach Resort unterteilt sind. Aktivitäten in Klammern sind nicht Bestandteil des Kawawii-Stempel-Sprints.
- Seeresort:
  - Beachvolleyball
  - Fallschirmspringen
  - Jetboot-Rennen
  - Jetboot-Tricks
  - Quad-Rennen
  - Quad-Tricks
  - Surfen
  - Tauchen
  - Triathlon
  - Wasserschlacht

- Stadtresort:
  - Glasharfe
  - Grind-Meister
  - Halfpipe
  - Hängegleiter
  - (Laserkampf)
  - Maulwurfpanik
  - Minigolf
  - Motorenfest
  - Power-Boxer
  - Powerschläger
  - Rollengleiter
  - Skate-Tricks
  - Tanzen
  - Tischhockey
  - Tortenschlacht
  - (Werfer-Ass)
  - Wurfspiel

- Schneeresort
  - Abfahrt
  - Eisfischen
  - Hundeschlitten
  - Schneemannbau
  - Schneemobil-Rennen
  - Schneereifen
  - Schneeschlacht
  - Ski- & Snowboard-Rennen
  - Ski- & Snowboard-Tricks
  - Skispringen
  - Trickherausforderung

- Bergresort
  - (Flaggenkampf)
  - Geländerennen
  - Gewehrschießen
  - Gleitschirm
  - Kajakfahren
  - Reiten
  - Schießstand
  - Schlauchboot
  - (Schnellziehen)
  - Tennis
  - Tontaubenschießen

### Schule
In der Schule kann der Spieler die Steuerung verschiedener Transportmittel erlernen. Neben der grundlegenden Steuerung kann der Spieler auch konkrete Tricks für einige Transportmittel erwerben. Allerdings steht diese Funktion nur im Einzelspielermodus zur Verfügung.

### Album
In dem Fotoalbum kann sich der Spieler aufgenommene Fotos ansehen, die er oder seine Mitspieler an unterschiedlichen Fotopunkten in den Resorts aufgenommen haben. Die Funktion ist ebenfalls nur im Einzelspielermodus verfügbar.

### Ballon-Nachrichten
In diesem Menü werden Ballon-Nachrichten gespeichert, die der Spieler zuvor in den Resorts aufgesammelt hat. Dabei können die Ballons zwei verschiedene Farben erhalten: Blau und rot. Rote Ballons enthalten Gerüchte über verschiedene Charaktere, während blaue Ballons Hinweise zum Spiel enthalten.

## Unterstütztes Wii-Zubehör
Neben der Wii-Fernbedienung wird ein Nunchuk zum Spielen von Go Vacation benötigt. Bei einigen Aktivitäten kann zum Spielen das Wii Balance Board, das Wii Wheel oder der Wii Zapper verwendet werden.

## Reviews
- Metascore: 64/100[1]
- IGN: 7/10[2]